# Gobiconodontidae
Gobiconodontidae — родина вимерлих ссавців, яка існувала від середини юри до початку пізньої крейди, хоча найбільш поширена протягом ранньої крейди. Гобіконодонтиди утворюють різноманітну лінію хижих нетерійських ссавців і включають деякі з найкраще збережених зразків мезозойських ссавців.

## Біологія
Як і багато інших нетерійських ссавців, гобіоконтіди зберегли такі ознаки як надлобкові кістки (і, ймовірно, пов’язані з ними репродуктивні звуження), отруйні шпори та розтягнуті кінцівки. Завдяки Spinolestes ми також знаємо, що вони мали хутро, схоже на хутро сучасних ссавців, зі складними волосяними фолікулами з первинними та вторинними волосками. Spinolestes також має чітку діафрагму, як і сучасні ссавці, а також шипи, шкірні щитки та окостенілий хрящ Меккеля. Крім того, він також може мати ознаки дерматофітії, що свідчить про те, що гобіконодонтиди, як і сучасні ссавці, були вразливі до цього типу грибкової інфекції.
Зубний ряд гобіконодонтів, будучи класичним триконодонтом, не має аналогів серед живих ссавців, тому порівняння утруднені. Подібно до амфілестид, але на відміну від триконодонтид, оклюзія відбувається завдяки тому, що корінні зуби з’єднуються один з одним, при цьому нижня вершина «а» в основному прилягає між двома верхніми молярами. Тим не менш, зрозуміло, що більшість, якщо не всі гобіконодонтиди, були в основному м’ясоїдними, враховуючи наявність довгих гострих іклів і різців, премолярів із загостреними головними горбками, які добре підходили для захоплення та проколювання здобичі, сильного розвитку абдуктора нижньої щелепи і кількох інших особливостей.
Гобіконодонтиди часто є одними з найбільших ссавців у мезозойських фауністичних комплексах, з такими формами, як Repenomamus і Gobiconodon, що перевищують 2 кілограми. Вони були одними з перших ссавців, які спеціалізувалися на полюванні на здобич хребетних, і, ймовірно, займали найвищі трофічні рівні серед ссавців у своїх фауністичних спільнотах. Кілька форм, таких як Gobiconodon і Repenomamus, демонструють докази збирання, бувши одними з небагатьох мезозойських ссавців, які значною мірою використовували це.
Принаймні Spinolestes мав ксенартрозні хребці та кісткові щитки, що схожі на такі в сучасних неповнозубих і меншою мірою у землерийки. Цей рід, можливо, демонстрував екологічну роль, подібну до ролі сучасних мурахоїдів, панголінів, єхидн, трубкозубів, намбата, бувши другим відомим таким мезозойським ссавцем після Fruitafossor.

## Філогенез
Кладограма за Марісоль Монтеллано, Джеймсом А. Хопсоном, Джеймсом М. Кларком (2008) та Гао та ін. (2010):

|  | ? Meemannodon |
|  |               |
|  | Repenomamus   |
|  |               |

|  | Gobiconodon   |
|  |               |
|  | Huasteconodon |
|  |               |

|  | ? Meemannodon |
|  |               |
|  | Repenomamus   |
|  |               |

|  | Gobiconodon   |
|  |               |
|  | Huasteconodon |
|  |               |

|  | ? Meemannodon |
|  |               |
|  | Repenomamus   |
|  |               |

|  | Gobiconodon   |
|  |               |
|  | Huasteconodon |
|  |               |

|  | ? Meemannodon |
|  |               |
|  | Repenomamus   |
|  |               |

|  | Gobiconodon   |
|  |               |
|  | Huasteconodon |
|  |               |